# Henrik Andersen
Henrik Andersen (Amager, 7 maggio 1965) è un ex calciatore danese, di ruolo difensore.

## Caratteristiche tecniche
Giocava come laterale sinistro.

## Carriera

### Club
Cresciuto nelle giovanili dell'Anderlecht, debuttò in prima squadra nel 1982, disputando otto campionati prima di trasferirsi in Germania al Colonia, club con cui terminò la carriera nel 1998.

### Nazionale
Disputò 30 partite con la maglia della Nazionale danese, segnando anche 2 gol, tra il 1985 e il 1994, partecipando al campionato del mondo 1986 e al campionato d'Europa 1992 poi vinto. In quest'ultimo torneo, durante la semifinale contro l'Olanda, si frantumò la rotula dopo un violento scontro con Marco van Basten: tale infortunio lo tenne lontano dai campi di gioco per 11 mesi.

## Palmarès

### Club

#### Competizioni nazionali
- Campionato belga: 3

Anderlecht: 1984-1985, 1985-1986, 1986-1987
- Coppa del Belgio: 2

Anderlecht: 1988, 1989

#### Competizioni internazionali
- Coppa UEFA: 1

Anderlecht: 1983

### Nazionale
- Campionato d'Europa: 1

1992